# Bataille de Wuchang
Ne doit pas être confondu avec Soulèvement de Wuchang ou Bataille de Wuhan.
 (mai 2021).
Si vous disposez d'ouvrages ou d'articles de référence ou si vous connaissez des sites web de qualité traitant du thème abordé ici, merci de compléter l'article en donnant les références utiles à sa vérifiabilité et en les liant à la section « Notes et références ».
La bataille de Wuchang a eu lieu en 1852 pendant la rébellion des Taiping à Wuchang, une partie de la ville moderne de Wuhan.
Révolte des Taiping

## Contexte
En novembre 1852, Hong Xiuquan annula le siège de Changsha. Les armées des Taiping ont avancé vers le nord en descendant la rivière Xiang vers Wuchang, la capitale du Hubei,. 
L'avance vers Wuchang a nécessité des manœuvres très trompeuses pour éviter la poursuite des forces Qing. Les forces de Taiping embarquaient sur la terre ferme et abandonnaient leurs bateaux à un endroit. Puis, de manière inattendue, ils s'empareraient de nouvelles flottes lorsqu'ils descendraient sur une ville fluviale sans méfiance. Ils ont également coupé des ponts à leur passage pour retarder la poursuite, recrutant les bateliers avec leurs bateaux pour vérifier l'avancée des forces Qing. Dans d'autres cas, ils déploieraient des ponts flottants pour permettre la traversée de la rivière, puis les faisaient flotter en aval pour les réutiliser.

## Bataille
L'armée des Taiping a atteint le lac Dongting en décembre et a occupé Yueyang avec peu de résistance. Ils ont saisi plus de 5 000 bateaux, armes et autres fournitures. En atteignant les rives du fleuve Yangtze, ils se sont déplacés rapidement vers l'est en aval, au lieu d'attaquer à la fois la ville fortement fortifiée et massivement gardée de Wuchang. Les chefs Taiping dans une manœuvre surprise ont envoyé leurs troupes sur la rive nord et pour s'emparer des deux villes commerciales riches mais mal défendues de Hanyang et Hankou., qui ont été prises fin décembre. Après avoir capturé ces deux villes, les Taiping ont construit deux énormes ponts flottants en reliant des bateaux à travers le Yangtsé, afin qu'ils puissent attaquer Wuchang sur sa face nord plus faible.
Le gouverneur du Hubei[Qui ?] a ordonné à sa garnison de brûler toutes les maisons à l'extérieur des murs de la ville de Wuchang pour leur donner des champs de feu plus clairs. Les habitants de Wuchang se sont vu promettre des récompenses en espèces pour chaque soldat Taiping qu'ils ont capturé, vingt onces d'argent pour chaque tête de Taiping mâle avec des cheveux si longs que l'on peut dire qu'elle appartient à un soldat vétéran, et dix onces pour chaque tête de Taiping avec les cheveux plus courts de recrues récentes dans les rangs rebelles.
Les défenseurs de la ville ont bloqué les portes de la ville avec de la terre et des rochers, et ont créé des postes d'écoute engloutis pour identifier la destruction de leurs murs afin de contrer les tunnels de siège. Mais les gens étaient irrités de la destruction de leurs maisons et semblaient sympathiques à la propagande des Taiping. Wuchang fut assiégée pendant vingt jours et la ville tomba aux mains des Taiping le 12 janvier 1853.

## Conséquences
Après avoir entendu parler d'une grande armée Qing au nord, les forces Taiping ont décidé de ne pas marcher directement vers Pékin, et se sont plutôt dirigées vers l'est le long du fleuve Yangtze en direction de Nanjing, où elles espéraient utiliser comme rampe de lancement pour de futures campagnes dans le nord de la Chine. Cette décision a été critiquée comme "l'une des plus grandes erreurs stratégiques de l'histoire du mouvement".
Wuchang devient l'une des premières grandes villes où les politiques sociales de Taiping sont mises en œuvre. 
Le 14 octobre 1854, l'Armée de Xiang dirigée par Zeng Guofan reprend Wuchang et Hanyang pour les Qing,. Puis le 3 avril 1855, l'expédition de l'Ouest de Taiping a capturé à nouveau la région. Finalement, les Qings reprit définitivement le contrôle de la région le 19 décembre 1856.